# Régime social des indépendants
Pour les articles homonymes, voir RSI.
Le régime social des indépendants (RSI) est un régime spécial de la Sécurité sociale française créé en 2006, et dissous le 1er janvier 2018,,,,. Organisme de droit privé ayant une mission de service public, il assurait la protection sociale obligatoire des travailleurs indépendants, artisans, industriels et commerçants et de certaines professions libérales. Il était géré par une caisse nationale et un réseau de caisses locales administrées par des représentants de ses assurés.
La gestion du RSI est sévèrement critiquée dans divers rapports officiels et a provoqué un large mécontentement et plusieurs manifestations de ses adhérents, la presse pointant du doigt certains cas extrêmes causés par ses erreurs, la Cour des comptes l'ayant qualifié de « catastrophe industrielle » et le Premier ministre de l'époque Manuel Valls de « désastre ». Si un rapport de 2015 met en avant les améliorations acquises grâce aux plans d’action successifs, cela n'empêche pas sa disparition le 1er janvier 2018 au profit de la Sécurité sociale des indépendants,, qui fait partie du régime général. Le Conseil de la protection sociale des travailleurs indépendants (CPSTI) a été créé pour en assurer la gouvernance.

## Historique
Le RSI résulte de la fusion des caisses de protection sociale des chefs d'entreprise,,, à savoir la CANAM (Caisse nationale d’assurance maladie des artisans), la CANCAVA (Caisse nationale d’assurance vieillesse des artisans) et l’ORGANIC (assurance vieillesse, invalidité décès des industriels et commerçants).
Le projet de sa création est initié sous le gouvernement Raffarin, sous l'impulsion de Renaud Dutreil, chargé des PME, du commerce, de l'artisanat, des professions libérales et de la consommation, et la première ordonnance du 31 mars 2005 prévoit les organes et outils de gestions destinés à la mise en place du régime. Les deuxième et troisième ordonnances du 8 décembre 2005 définissent le champ d’application de ce nouveau régime et l’organisation du réseau des caisses de base du RSI, fixent le principe d’une convention d’objectifs et de gestion (COG) pour les quatre années à venir et instituent l’interlocuteur social unique (ISU) ainsi que des délégations de certaines fonctions du recouvrement à d’autres organismes. Enfin, un directeur général de la caisse nationale du RSI est nommé par décret le 30 juin 2006, ce qui entérine la création du RSI le 1er juillet 2006.
À partir du 1er janvier 2008, il devient l'interlocuteur social unique pour la protection sociale des artisans, des industriels et des commerçants (les professions libérales ne sont pas concernées et gardent plusieurs interlocuteurs). Cette mission a pour objectif la simplification des démarches administratives des chefs d’entreprise indépendants. Dans ce cadre, les URSSAF assurent le recouvrement de l’ensemble des cotisations et contributions sociales personnelles des artisans, industriels et commerçants (CSG, CRDS, CAF, retraite de base et complémentaire, invalidité-décès, assurance maladie-maternité, indemnités journalières) pour le compte du RSI.
Gérard Quevillon (UNCAI) est élu président national du RSI une première fois le 30 mai 2006. Il est réélu le 21 décembre 2012 pour un nouveau mandat de 6 ans, par 31 voix contre 19. Il décède le 9 juin 2017[réf. nécessaire]. En juillet 2011, Stéphane Seiller est nommé directeur général du RSI. Un décret en date du 30 décembre 2017 met finaux fonctions de M. Stéphane Seiller et nomme Philippe Renard directeur général de la Caisse nationale déléguée pour la sécurité sociale des travailleurs indépendants.
Le RSI fait l'objet d'un rapport accablant de l'Inspection générale des affaires sociales en octobre 2011. Ce rapport pointe une « situation de crise grave et persistante que traverse le RSI depuis la mise en place en 2008 de l’interlocuteur social unique » et relève une « vague d’anomalies considérable » et de multiples « dysfonctionnements », notamment en matière de recouvrement des dettes ; il présente des recommandations.
En février 2015, une manifestation contre le RSI a lieu au Puy-en-Velay puis à Toulon.
Le 9 mars 2015 à Paris, les indépendants manifestent une nouvelle fois contre le RSI,. Après un mois de marche à travers l'Ouest de la France, un groupe d'indépendants arrive à Paris le 28 novembre 2016 pour dénoncer à nouveau les dysfonctionnements de leur régime social.
Le 29 juin 2016, Hakim Razouane, président du Syndicat des travailleurs assurés librement en Europe pour leur sécurité sociale (TALESS), dépose la marque « RSI Régime Social des Indépendants ma santé, ma retraite » ainsi que le logo auprès de l'INPI, l'organisme n'ayant pas fait les démarches pour conserver la marque.
À partir du 1er janvier 2017, le recouvrement des cotisations et contributions sociales des artisans et commerçants affiliés au RSI est effectué en co-responsabilité par le RSI et les URSSAF (Acoss).
Le 1er janvier 2018, le RSI disparaît, remplacé par la Sécurité sociale des indépendants,,,,. Les indépendants sont donc désormais rattachés au régime général : pour l'assurance maladie, par les CPAM (caisses primaires d'assurance maladie) ; pour la retraite de base, par les Carsat (caisses d'assurance retraite et de la santé au travail) ; pour le recouvrement des cotisations, par les URSSAF.

## Statut et organisation
Créé par l'ordonnance no 2005-1528 du 8 décembre 2005, le RSI est un régime de sécurité sociale, de droit privé, dont l'organisation résulte des articles L611-1 et suivants du Code de la sécurité sociale. À ce titre, malgré l'existence de mouvements politiques contestant cette situation, le RSI et les caisses le gérant ne peuvent être assimilés à une mutuelle régie par les dispositions du code de la mutualité. Ce statut est notamment confirmé par un arrêt de la Cour d'appel de Limoges du 23 mars 2015, laquelle a jugé que le RSI « est un organisme de sécurité sociale de droit privé doté de la personnalité morale et chargé d'une mission de service public ; que sa fonction repose sur le principe de solidarité et a un caractère exclusivement social, dépourvu de tout but lucratif ; que son rôle n’est pas celui d’une mutuelle ; qu’il ne relève d’ailleurs pas du code de la mutualité mais de celui de la sécurité sociale ; qu’à défaut d’une immatriculation spécifique, sa capacité d’ester en justice est entière ». Par cet arrêt, la Cour infirme son arrêt avant dire droit du 20 octobre 2014, par lequel elle sollicitait au RSI de justifier d’une immatriculation au registre national des mutuelles.
Le RSI est organisé en 30 caisses : une caisse nationale et 29 caisses de base réparties sur le territoire métropolitain et les DOM. Toutes les caisses sont dotées de personnalité morale et d'autonomie financière.
Certains opposants au RSI pointent les dysfonctionnements avérés du RSI pour inciter à se couvrir à l'étranger en se fondant sur la liberté de concurrence en matière de prestations d'assurance prévue par une directive de 1992 de l'Union européenne. Cependant, un arrêt rendu en 1996 par la Cour de justice de l'Union européenne exclut l'application de cette directive au régime de sécurité sociale français. Parmi les contentieux relatifs au RSI, une ordonnance du Président du Tribunal de grande instance de Nice juge le 11 décembre 2014 que le RSI n'a pas qualité à agir pour poursuivre les opposants refusant de lui être affiliés, à défaut de justifier de son immatriculation au registre national des mutuelles. La CNRSI a formé appel de cette ordonnance devant la Cour d’appel d’Aix-en-Provence et a gagné.

## Missions
Le RSI effectue une mission de service public en gérant la protection sociale obligatoire de plus de 6,2 millions de chefs d’entreprise indépendants et de leurs ayants droit, ce qui le place jusqu'à sa dissolution comme l'un des trois principaux régimes de protection sociale en France par le nombre de personnes assurées.[réf. nécessaire]
Les assurés au RSI sont issus de milieux variés. On trouve tout d'abord les artisans inscrits au répertoire des métiers, les industriels et commerçants inscrits au registre du commerce ou assujettis comme commerçants à la taxe professionnelle ou exerçant une activité rattachée par décret aux professions industrielles et commerciales et les associés ou dirigeants de société. Concernant les professionnels libéraux, seuls certains assujettis au RSI. Par exemple, les médecins et auxiliaires médicaux conventionnés ne relèvent pas du RSI pour l'assurance maladie mais du régime des praticiens et auxiliaires médicaux conventionnés, géré par le régime général. Peuvent quand même être affiliés au RSI s'ils le souhaitent les pédicures-podologues ainsi que les médecins conventionnés en secteur 2. Les conjoints (mariage ou PACS) participant à l'activité de l'entreprise sont eux aussi assujettis au RSI avec obligation de choisir un statut : associé, collaborateur, salarié. Les individus exerçant plusieurs activités professionnelles dépendent ou non du RSI en fonction de la nature de ces dernières. On trouve également au RSI des assurés volontaires. Pour finir, sont assujettis au RSI les retraités des chefs d'entreprise, sauf cas particuliers,,.
Ainsi, le RSI effectue l’affiliation, le recouvrement des cotisations et contributions sociales personnelles, le recouvrement de la C3S et le versement des prestations. Il assure également l’action sanitaire et sociale et la prévention en faveur des actifs et des retraités. À noter que le RSI délègue le versement des prestations maladie-maternité de l'ensemble des chefs d'entreprise indépendants et le recouvrement des cotisations maladie des professions libérales à un réseau d'organismes (mutuelles ou groupements de sociétés d'assurance) ; et le calcul, l'émission, l'envoi des avis d'appels de cotisations et leur encaissement pour les artisans, industriels et commerçants aux URSSAF,.
Le RSI met à disposition sur son site internet un compte sécurisé (Mon compte) permettant à ses assurés de gérer leur protection sociale en ligne. Il permet aussi aux professionnels de l'expertise comptable de gérer le compte de leurs clients commerçants et artisans après avoir obtenu accord de ces derniers.

## Convention d’objectifs et de gestion
La convention d'objectifs et de gestion (COG) est l'outil central de pilotage de l'institution, fruit d'une négociation entre le directeur général du RSI et les tutelles représentant l'État.
Trois principaux objectifs sont inscrits dans la COG 2012-2015 : améliorer la qualité du service aux assurés du régime, gérer les risques en cohérence avec les politiques publiques en ciblant mieux les attentes des ressortissants et assurant un meilleur équilibre financier des risques et développer la performance du régime grâce à la modernisation de son système d'information, la mise en place de politiques de ressources humaines dynamiques et la mutualisation des activités et des compétences avec les caisses régionales.

## Publications
Le RSI édite chaque année une brochure, Objectif Entreprise, à destination des assurés, créateurs d'entreprise et professionnels (avocats, notaires et professionnels de l'expertise comptable). Elle est dédiée aux informations à connaître pour un projet de création ou de reprise d'entreprise. Les thématiques principales qui y sont abordées sont : le choix d'un statut et l'enregistrement de son activité, les différentes cotisations et prestations sociales et une rubrique dédiée à l'auto-entrepreneur. Il existe également une version résumée destinée aux créateurs d'entreprise. Ces supports sont consultables sur le site internet du RSI.[réf. nécessaire]

## Différents rapports sur le RSI
La réforme à l'origine de la création du RSI est initialement présentée comme « l'une des plus importantes en termes de simplification du service à l'usager » mais loin de produire les effets escomptés, des difficultés se sont accumulés avec notamment des perturbations informatiques, qui ne sont pas encore totalement résolues malgré les différents rapports proposant des solutions :

### Rapport de la Cour des comptes – 2012
La Cour des comptes, dans un rapport de septembre 2012, critique le fonctionnement du RSI, alors que les contentieux judiciaires se multiplient,. Il est en particulier noté :
- un défaut des encaissements évalué à 1,4 milliard d'euros entre 2008 et 2010, du fait d'une gestion défectueuse[51], bien que dénoncée à plusieurs reprises, et notamment en janvier 2010, par la Confédération européenne des indépendants[52] ;
- « [Que] les dysfonctionnements majeurs qui se sont fait jour [en 2008] ne sont toujours pas tous réglés, plus de quatre ans après, mettant ainsi en péril la vie de nombreuses entreprises françaises et indépendants »[53] ;
- que le système d'information est défaillant, malgré un « projet de refonte intégral devant aboutir à un système véritablement fonctionnel au plus tôt en juin 2014 »[54] ;
- le terme de « catastrophe industrielle » est par ailleurs utilisé par la Cour des comptes[55] ;
- que le RSI coûte cher aux indépendants : « Des coûts par agent plus élevés que les autres régimes »[56] ;
- que le RSI ne se donne pas les moyens :

« Le RSI n’a choisi qu’un seul indicateur a minima de la qualité de service, le taux de décroché téléphonique, pauvre en information. N’est en effet mesurée que la capacité du régime à apporter une réponse téléphonique sans critère de délai d’attente ni de qualité de réponse sur le fond. Malgré cette ambition modeste, le régime rencontre des difficultés pour atteindre la cible. »

### Rapport de la Mission d’évaluation et de contrôle de la Sécurité sociale (Mecss) – juin 2014
En 2014, la mission d'évaluation et de contrôle de la sécurité sociale (Mecss) du Sénat dresse un état des lieux du fonctionnement de l'ISU. Alors que la situation apparaissait stabilisée sur le plan de la gestion, la contestation semblait gagner de l’ampleur au printemps 2014, avec un brouillage manifeste entre le fonctionnement du RSI et le niveau des charges dues par les travailleurs indépendants.
Jean-Noël Cardoux et Jean-Pierre Godefroy présentent leur rapport intitulé « Régime social des indépendants : 8 ans après la réforme, restaurer la confiance » devant la commission des affaires sociales.

### Rapports des députés Sylviane Bulteau et Fabrice Verdier – juin et septembre 2015
Le 8 juin 2015, les députés Sylviane Bulteau et Fabrice Verdier remettent au Premier ministre un rapport d’étape concernant le fonctionnement du RSI dans sa relation avec les usagers.
De ce rapport découle une série de vingt mesures opérationnelles pour améliorer les relations du régime avec ses assurés et la qualité du service rendu, présentée par les ministres Touraine, Eckert et Pinville aux administrateurs de la caisse nationale du RSI le 25 juin 2015.
Le rapport définitif proposant des solutions complémentaires à plus long terme est quant à lui remis le 21 septembre 2015. D'après le journal les Échos, début 2015 : « 14.000 dossiers de remboursements pour des trop perçus de cotisations étaient en attente de traitement, représentant un montant de plus de 140 millions ».
Fabrice Verdier, lors de la présentation du rapport à la commission des Affaires économiques le 28 octobre 2015 : « C’est un régime qui malgré ce qu’il a vécu, s’est nettement amélioré ». Il est aussi constaté:
- Une baisse du nombre de réclamations qui a atteint 21433, en 2014[64].
- Que l'appel de cotisations n'est [cependant] pas encore totalement fiabilisé[65].

## Recours juridique contre le RSI
Les recours contre des appels de cotisations injustifiés se font en plusieurs étapes :
1. La saisine de la commission de recours amiable, qui s'avère le plus souvent sans effet réel dans la mesure où la demande est traitée par le conseil d'administration du RSI [67].
2. La saisine du Tribunal des affaires de sécurité sociale, pour laquelle le recours à un avocat n'est pas obligatoire.
3. Lorsque la décision du TASS est rendue en dernier ressort, dans le cas où les litiges portant sur un montant inférieur à 4 000 €, le justiciable non satisfait de la décision peut saisir la Cour de cassation, dans un délai de 2 mois à compter de la date de notification du TASS, le recours à un avocat aux conseils est obligatoire.
4. Lorsque la décision du TASS est rendue en premier ressort, pour les litiges portant sur un montant supérieur à 4 000 € ou lorsque le montant est indéterminé, il peut être fait appel devant la chambre sociale de la cour d'appel, dans un délai d'un mois à compter de la date de notification du Tribunal des affaires de sécurité sociale. Si enfin l'arrêt de la cour d'appel n'est pas satisfaisant, le dernier recours se fait auprès de la Cour de cassation, dans un délai de 2 mois à compter de la date de notification de la cour d'appel.

## Hameçonnage au nom du RSI
Certaines entreprises autres que le régime social des indépendants, dont le nom forme également le sigle RSI, ou un sigle proche, émettent des appels de cotisation pouvant prêter à confusion. Pour distinguer les appels du véritable régime social des indépendants, le site officiel souligne que ses propres appels de cotisations mentionnent toujours le numéro de sécurité sociale.
Les guides d'aide aux indépendants estiment que ce genre de pratiques relève de l'arnaque. En général, le service rendu en échange des sommes à verser est l'inscription à un répertoire, un service légal mais tout à fait facultatif, ce qui pousse le régime social des indépendants à les accuser de chercher volontairement la confusion pour faire croire que leurs services sont obligatoires.
Le Jury de Déontologie Publicitaire (JDP) est saisi[Quand ?] par des indépendants ayant été induits en erreur par un imprimé ressemblant à une facture à régler comportant l’intitulé « Bulletin d’adhésion au RSI - Répertoire des Sociétés et des Indépendants ». Dans sa décision, le JDP estime que la plainte est fondée et que le Répertoire des Sociétés et des Indépendants (RSI) « ne respecte pas les principes déontologiques relatifs à l’identification et à la loyauté de la publicité ».

## Polémiques

### Reportage de Zone Interdite
Le 15 décembre 2014, M6 diffuse un documentaire dans l'émission Zone Interdite dénonçant les dysfonctionnements du RSI,. Le documentaire met particulièrement en évidence l'incompétence de la société sous-traitante, H2A, dirigée par Thierry Fraisse. Le 9 décembre 2014, le RSI est condamné par le Tribunal de Grande Instance de Nice. Le RSI Languedoc-Roussillon répond à la polémique, le 2 février 2015. Jean-Noël Cardoux et Jean-Pierre Godefroy, confirment les dysfonctionnements de la réforme, qui sont dus à un manque de concertation entre Pierre Ricordeau, directeur de l'URSSAF devenu entre-temps secrétaire général du ministère chargé des affaires sociales, et Dominique Liger, directeur du RSI, remplacé depuis par Stéphane Sellier.

### Réactions politiques
En 2015, le Premier ministre Manuel Valls estime que « le RSI est un désastre ».

### Réactions des affiliés
La pression du RSI sur les indépendants français a engendré plusieurs fermetures de petites sociétés, ainsi que des suicides d'indépendants. Cette pression peut s'exercer via du harcèlement, allant jusque saisir des outils de travail (saisie rendant impossible l'activité de l'entreprise) pour quelques dizaines d'euros d'impayé. Des sociétés ont également été en faillite à la suite d'erreurs d'appel à cotisation du RSI (appels à cotisation sur des sommes non dues).
En 2017, une enquête révèle que 23 % des indépendants « veulent changer de régime, contre seulement 13 % en 2015 ».

### Claude Reichman
Le 28 juin 2017, Claude Reichman, président du Mouvement pour la liberté de la protection sociale, déclare : « Tout le monde sait que le RSI est un capharnaüm, il est impossible d’y déceler quoi que ce soit. [...] Le RSI prend la moitié de ce que gagne un indépendant pour l’assurer, qui plus est pour lui assurer une protection minable. Les indépendants ont une assurance maladie qui n’est pas bonne, et une assurance retraite lamentable. Il n’y a qu’un seul système d’assurance et de protection qui prend la moitié de ce qu’une personne gagne, c’est la mafia ».